# Jake Magahey
Jake Magahey (14 de septiembre de 2001) es un deportista estadounidense que compite en natación. Ganó dos medallas de oro en el Campeonato Mundial Junior de Natación de 2019, en las pruebas de 4 × 100 m libre y 4 × 200 m libre.